# L’Arc Macau
L'Arc Macau (L'Arc New World Hotel или Le Royal Arc) — 53-этажный небоскрёб высотой 217 метров, третье по высоте здание Макао. Отель построен в 2009 году в стиле неоклассицизма, насчитывает более 300 номеров. Девелопером является компания SJM Holdings. Комплекс включает в свой состав казино, жилые апартаменты, несколько ресторанов и баров, ночной клуб, бассейн, сауну, фитнес-центр, магазины и паркинг. Знаменит установленной в холле статуей, изображающей огромную чашу с золотом.